# Mont Yohana
 (septembre 2016).
Si vous disposez d'ouvrages ou d'articles de référence ou si vous connaissez des sites web de qualité traitant du thème abordé ici, merci de compléter l'article en donnant les références utiles à sa vérifiabilité et en les liant à la section « Notes et références ».
Le mont Yonaha (与那覇岳, Yonaha-dake), aussi connu sous le nom mont Yunaha (ユナハダキ, Yunaha-daki), est une montagne située à Kunigami, sur l'île principale d'Okinawa, dans la préfecture éponyme. La montagne culmine à 503 m.

## Étymologie
En japonais, le nom du mont Yonaha est formé de trois kanji, 与, 那 et 覇 qui sont des ateji, ou kanji employés phonétiquement pour représenter les mots indigènes ou empruntés.

## Géographie
Le mont Yonaha se trouve approximativement à 80 km au nord de Naha, capitale de la préfecture d'Okinawa et à environ 4,5 km à l'est du district d'Okuma (奥間集落, Okuma shūraku) de Kunigami. La montagne est formée de schiste, phyllite et grès et date du Tertiaire au milieu du Mésozoïque[précision nécessaire]. Le mont Yonaha semble être en pente douce mais son sommet est entouré par une série de vallées complexes. C'est la plus haute montagne sur l'île et la deuxième plus haute dans la préfecture après le mont Omoto 525 m à Ishigaki. Le mont fait partie du parc quasi national d'Okinawa Kaigan dont il est le sommet le plus élevé. Une route de montagne s'étend du village de Kunigami à la base du mont Yonaha jusqu'à son sommet. Les chutes de Hiji, sur le mont Yohana, sont les plus hautes de l'île d'Okinawa avec 26 m. En raison des effets du courant de Kuroshio, le mont est presque toujours couvert de brouillard.

### Rivières
- Okuma-gawa (奥間川?)
- Hiji-gawa (比地川?)
- Toko-gawa (床川?)

### Flore
Le mont Yonaha est au centre de la forêt de Yanbaru (en) qui couvre les villages de Higashi, Kunigami et Ōgimi. Yanbaru compte quelques-unes des dernières grandes étendues de forêts humides subtropicales encore existantes en Asie et la montagne est riche de forêts de sempervirents. Bien que le mont Yonaha soit un important habitat naturel de nombreuses espèces de plantes, d'oiseaux et d'animaux, l'écologie de la montagne a été affectée négativement par le développement agricole à la base de la montagne et l'exploitation forestière ainsi que la création subséquente d'une forêt secondaire.

## Installation militaire
Le sommet du mont Yonaha se trouve à environ 2 km à l'ouest de la limite du camp Gonsalves (en), centre de formation à la guerre de jungle des United States Marine Corps.